# Окука, Драган
Драгомир «Драган» Окука (серб. Драгомир Драган Окука; родился 2 апреля 1954 в Калиновике, СФРЮ) — югославский и сербский футболист, футбольный тренер.

## Карьера

### Карьера игрока
Драган Окука родился в деревне Порья, Калиновик, СР Босния и Герцеговина и начал футбольную карьеру в клубе «Вележ» (Невесине). Однако уже в дебютном сезоне привлёк внимание скаутов клуба «Вележ» из Мостара, который выступал в Первой Югославской лиге. Уже в первом сезоне 1973/1974 за новый клуб мог стать чемпионом Югославии, однако «Вележ» уступил команде «Хайдук» из-за разницы мячей, в итоге команда стала серебряным призёром первенства Югославии.
После нескольких сезонов за «Вележ») в 1981 году становился обладателем Балканского кубка и Кубка Югославии по футболу. Всего за клуб провёл 450 матчей и забил 47 голов. Кроме того, в этот же период игрок получил степень бакалавра права Мостарского университета. Посвятив 11 сезонов клубу из Мостара (в том числе в аренде в «Леотаре») игрок перебрался в Швецию, где выступал за клубы «Эребру» и «Мутала» (по некоторым данным, играл также за «Карлслундс»). Там же родился его сын, также футболист Дражен.

### Карьера тренера
Карьеру менеджера начинал в югославской команде «Бечей» в 1995 году. Первый успех пришёл на посту главного тренера ФК «Обилич», с которым Драган выиграл чемпионат Югославии сезона 1997/98. С этого периода занимал посты в различных клубах, в том числе в Польше, где тренировал «Легию» и «Вислу», а также с молодёжной сборной Сербии и Черногории занимал четвёртое место чемпионата Европы 2006 года для молодёжных команд. С 2011 года тренировал китайские клубы «Цзянсу Сайнти», «Тяньцзинь Тэда» и «Чанчунь Ятай», два месяца работал с «Войводиной». В настоящее время является тренером китайского клуба «Куньшань».

## Достижения

### В качестве игрока
«Вележ» :
- Обладатель Балканского кубка : 1981
- Обладатель Кубка Югославии : 1981

### В качестве тренера
«Обилич» :
- Чемпион Югославии : 1997/98

«Легия» :
- Чемпион Польши : 2001/02
- Обладатель Кубка Польши : 2002

«Цзянсу Сайнти» :
- Обладатель Суперкубка КФА : 2013

### Индивидуальные
- Тренер года по версии Китайской футбольной ассоциации : 2012
- Тренер года в Сербии : 2012